# Reiterdenkmal der Queen Victoria (Liverpool)

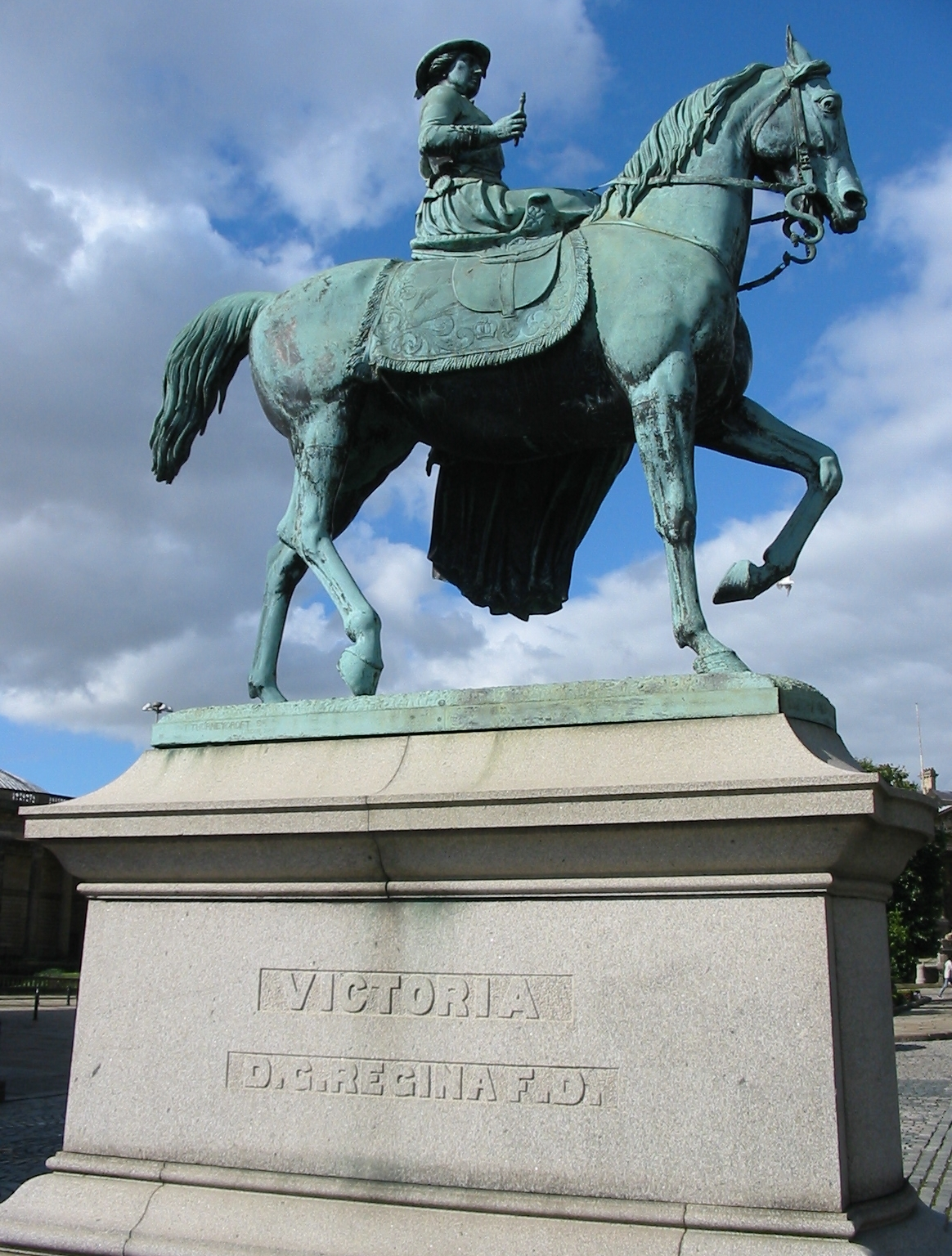
Reiterdenkmal der Queen Victoria

Das Reiterdenkmal der Queen Victoria ist ein 1870 von dem Bildhauer Thomas Thornycroft geschaffenes Denkmal, das Victoria (1819–1901), die Königin des Vereinigten Königreichs Großbritannien und Irland, darstellt und vor der St George’s Hall in Liverpool in England aufgestellt wurde.

## Geschichte
Im Jahr 1866 wurde auf dem Platz vor der St George’s Hall in Liverpool ein Reiterstandbild, das Prinz Albert von Sachsen-Coburg und Gotha, den Prince Consort (Prinzgemahl) von Königin Victoria darstellt aufgestellt. Es wurde von dem englischen Bildhauer Thomas Thornycroft geschaffen. Die Verantwortlichen der Stadt waren der Ansicht, dass auch Königin Victoria auf dem Platz mit einem Standbild vertreten sein müsste und beauftragten wiederum Thomas Thornycroft, ein weiteres Reiterstandbild, nunmehr mit der Königin zu erschaffen. Dieses wurde 1870 fertiggestellt und etwa 50 Meter von Prinz Albert entfernt aufgestellt.

## Beschreibung
Die etwa lebensgroße Skulptur zeigt die junge Königin Victoria, die auf einem Damensattel auf einem Pferd sitzt. Ihre Beine sind parallel auf der linken Seite des Pferdes gehalten und unter einem weiten, sehr langen Gewand verborgen, das tief unter den Bauch des Pferdes herunterhängt. Über einer leichten Reitjacke trägt sie eine Schärpe. Auf dem Kopf trägt sie einen mit Federn geschmückten Hut. Mit der linken Hand hält die Königin die Zügel, in der rechten ein Teil, das wie ein kleines Zepter aussieht, tatsächlich jedoch der Griff einer Reitgerte ist, von der ein Teil verloren gegangen ist. Die Satteldecke ist reich verziert und mit Fransen versehen.
Die beiden Standbilder von Königin Victoria und Prinzgemahl Albert bilden eine gewisse Einheit, sind jedoch in ihrer Symbolik unterschiedlich. Während das Pferd der Königin unruhig und mit angehobenem linken Bein dargestellt ist, strahlt das Pferd ihres Ehemanns Ruhe und Gelassenheit aus.
Das Reiterdenkmal der Queen Victoria steht auf einem massiven Steinsockel, der auf der von vorne gesehen rechten Seite die Inschrift „ERECTED / BY THE CORPORATION OF LIVERPOOL / IN THE THIRTY-FORTH YEAR OF / HER REIGN.“ trägt. Auf der linken Sockelseite ist zu lesen: „VICTORIA / D. G. REGINA F. D.“.

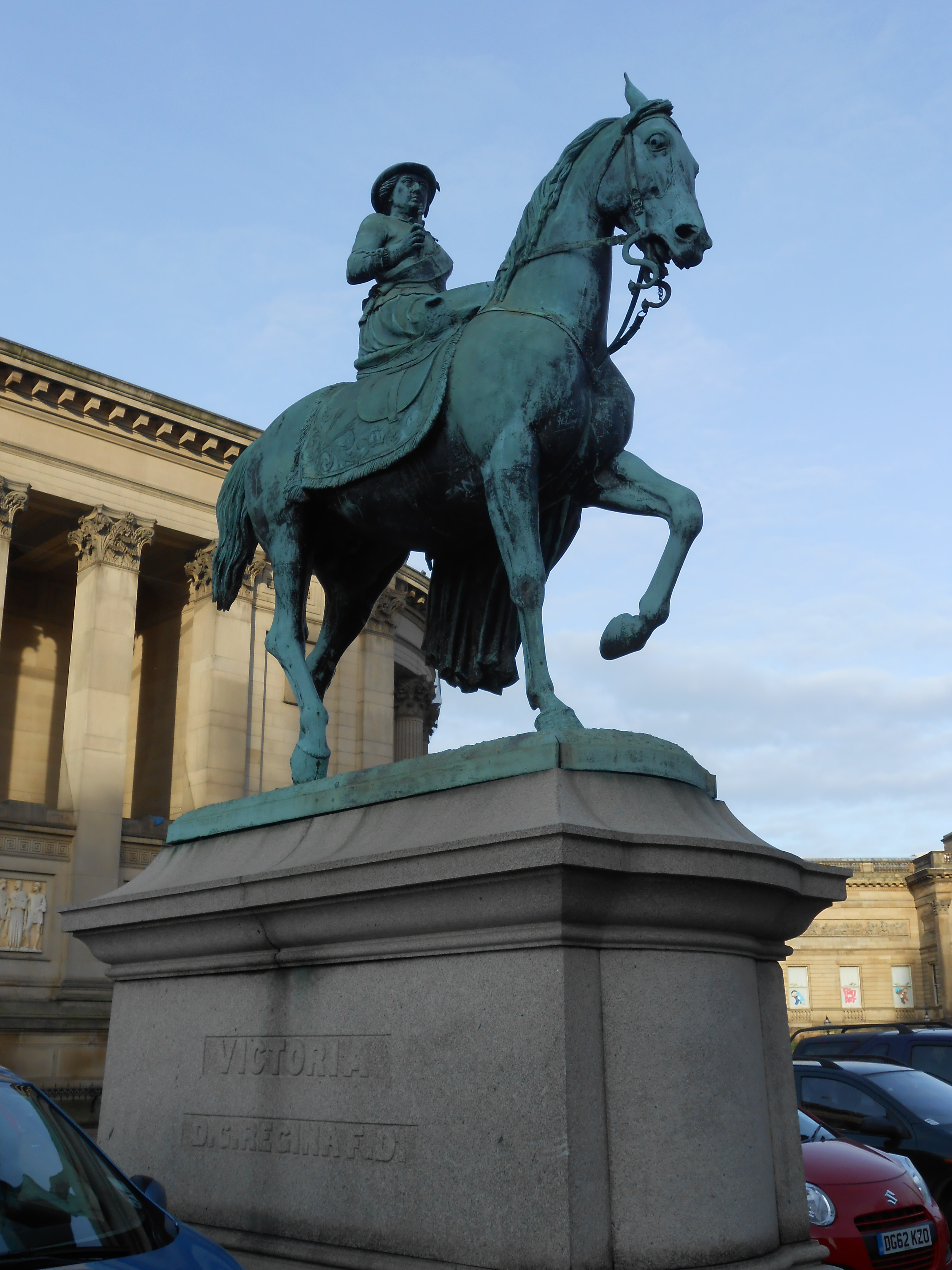
Reiterstandbild der Queen Victoria, Blick von links
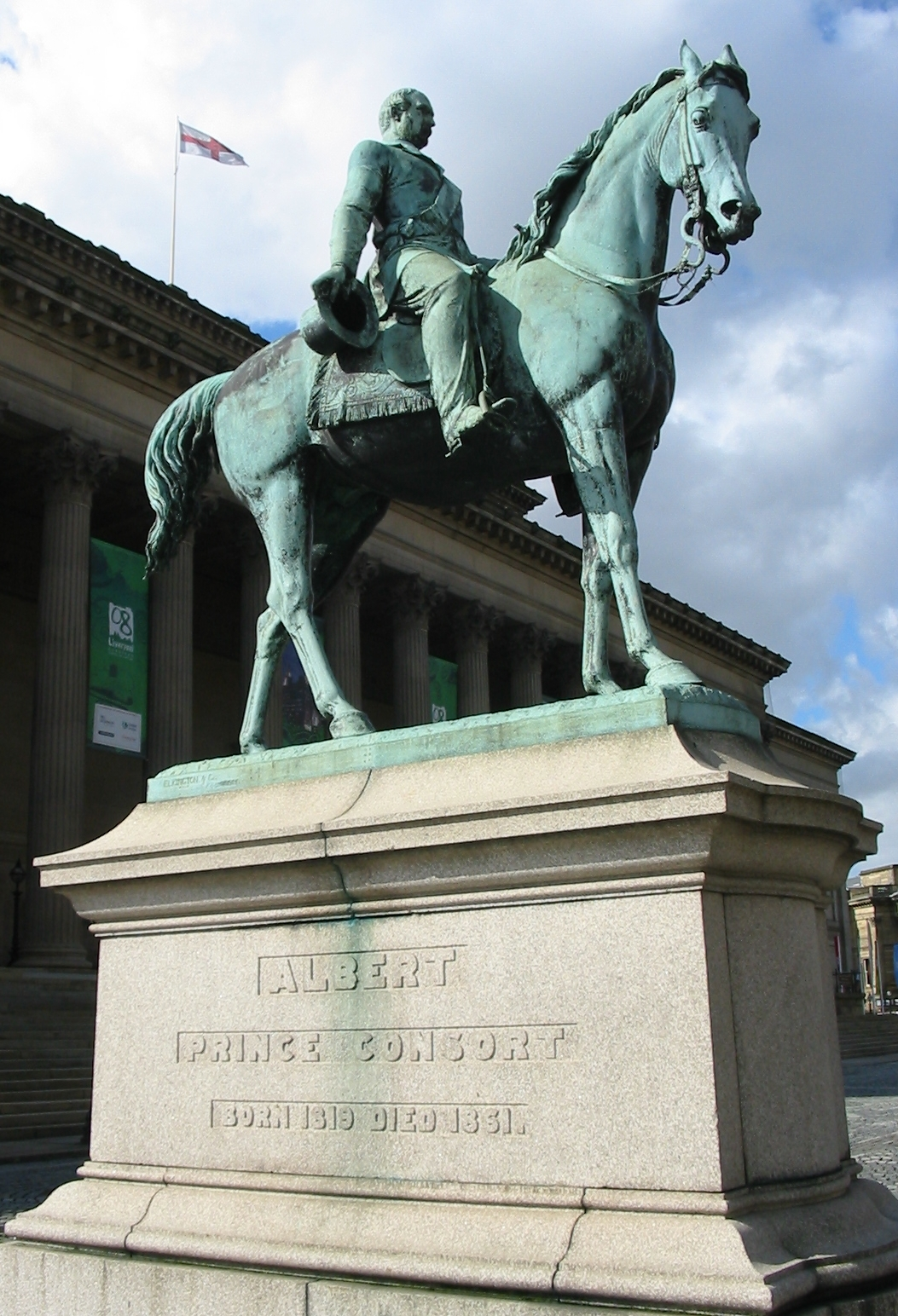
Reiterstandbild Albert von Sachsen-Coburg und Gotha
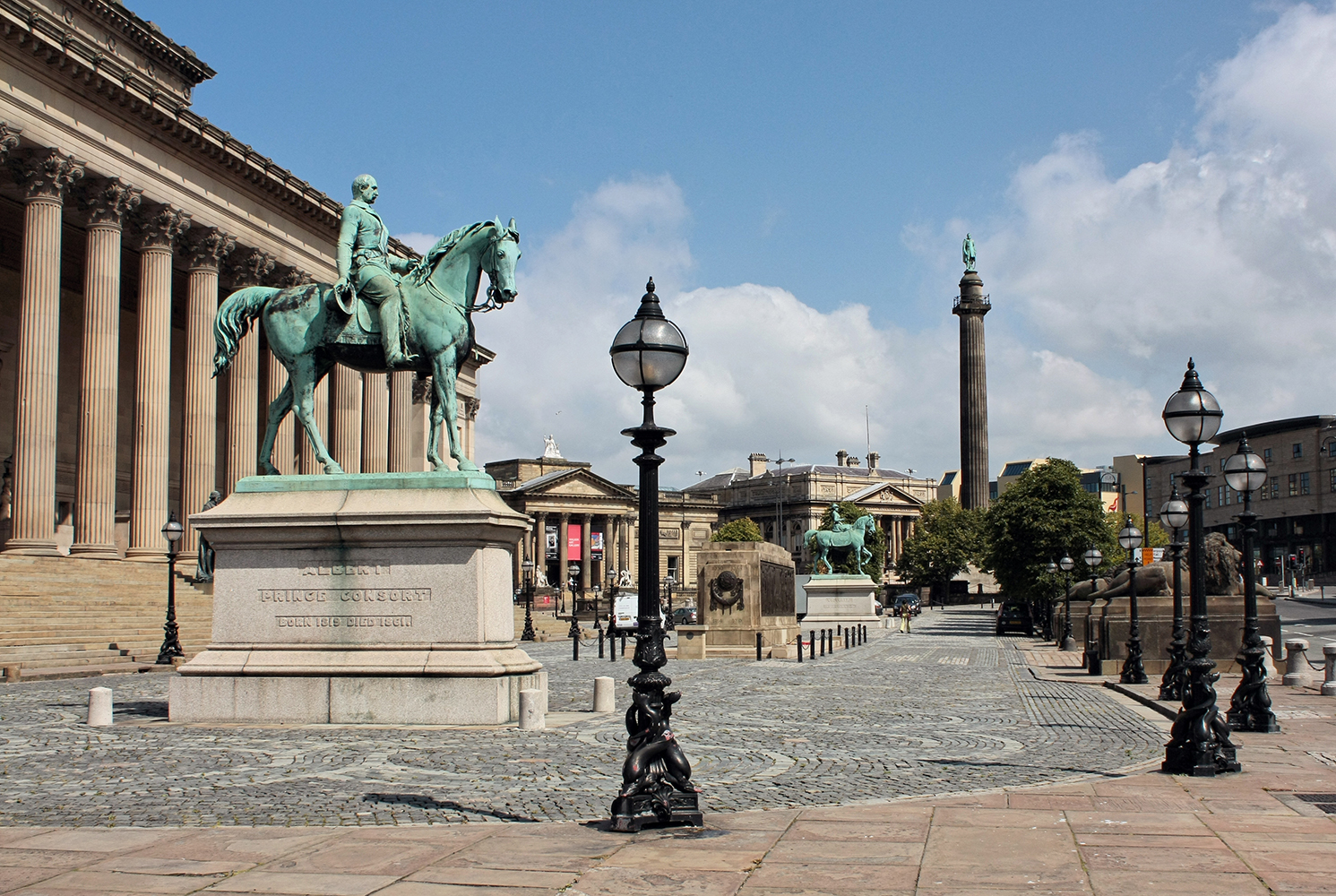
Reiterstandbild Albert von Sachsen-Coburg und Gotha (im Vordergrund) und Reiterstandbild Victoria (im Hintergrund) vor der St George’s Hall, rechts hinten die Wellington Column
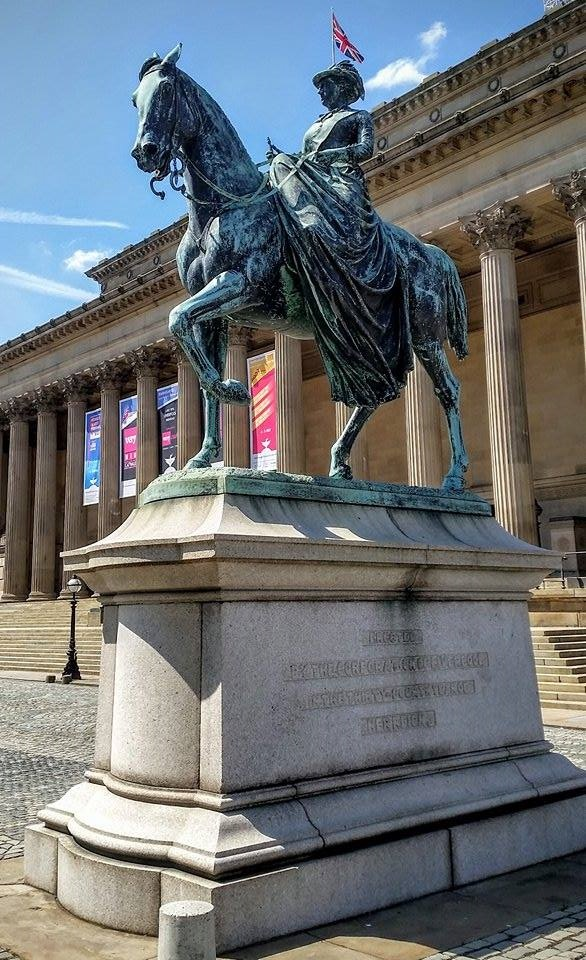
Reiterstandbild der Queen Victoria, Blick von rechts